# Neobisium sbordonii
Neobisium sbordonii är en spindeldjursart som beskrevs av Beier 1973. Neobisium sbordonii ingår i släktet Neobisium och familjen helplåtklokrypare. Inga underarter finns listade i Catalogue of Life.